# Shaun Stafford
Pour les articles homonymes, voir Stafford.
Shaun Stafford (née le 13 décembre 1968) est une joueuse de tennis américaine, professionnelle du milieu des années 1980 à 1996.
En 1994, elle a atteint les huitièmes de finale à Roland-Garros (battue par Sabine Hack), sa meilleure performance en simple dans une épreuve du Grand Chelem.
Shaun Stafford a gagné deux tournois WTA au cours de sa carrière : un en simple, un en double dames.

## Palmarès

### Titre en simple dames
| No | Date       | Nom et lieu du tournoi | Catégorie | Dotation  | Surface    | Finaliste    | Score    |          |
| -- | ---------- | ---------------------- | --------- | --------- | ---------- | ------------ | -------- | -------- |
| 1  | 28-09-1992 | P&G Open, Taïwan       | Tier IV   | 100 000 $ | Dur (ext.) | Ann Grossman | 6-1, 6-3 | Parcours |

### Finale en simple dames
Aucune

### Titre en double dames
| No | Date       | Nom et lieu du tournoi                  | Catégorie | Dotation  | Surface      | Partenaire       | Finalistes                      | Score         |          |
| -- | ---------- | --------------------------------------- | --------- | --------- | ------------ | ---------------- | ------------------------------- | ------------- | -------- |
| 1  | 17-05-1993 | Internationaux de Strasbourg Strasbourg | Tier III  | 150 000 $ | Terre (ext.) | Andrea Temesvári | Jill Hetherington Kathy Rinaldi | 6-7, 6-3, 6-4 | Parcours |

### Finale en double dames
| No | Date       | Nom et lieu du tournoi            | Catégorie | Dotation  | Surface    | Vainqueures                    | Partenaire      | Score         |          |
| -- | ---------- | --------------------------------- | --------- | --------- | ---------- | ------------------------------ | --------------- | ------------- | -------- |
| 1  | 11-01-1993 | Sunsmart Victorian Open Melbourne | Tier IV   | 100 000 $ | Dur (ext.) | Nicole Provis Nathalie Tauziat | Cammy MacGregor | 1-6, 6-3, 6-3 | Parcours |

## Parcours en Grand Chelem

### En simple dames
| Année | Open d'Australie | Open d'Australie  | Internationaux de France | Internationaux de France | Wimbledon       | Wimbledon         | US Open         | US Open             |
| ----- | ---------------- | ----------------- | ------------------------ | ------------------------ | --------------- | ----------------- | --------------- | ------------------- |
| 1987  | -                | -                 | -                        | -                        | -               | -                 | 1er tour (1/64) | Terry Phelps        |
| 1988  | -                | -                 | -                        | -                        | 1er tour (1/64) | Iva Budařová      | -               | -                   |
| 1989  | -                | -                 | 2e tour (1/32)           | Amanda Coetzer           | 3e tour (1/16)  | Patty Fendick     | 3e tour (1/16)  | Monica Seles        |
| 1990  | 1er tour (1/64)  | Elise Burgin      | 1er tour (1/64)          | Manuela Maleeva          | 1er tour (1/64) | Kimiko Date       | 3e tour (1/16)  | Helena Suková       |
| 1991  | 3e tour (1/16)   | Jana Novotná      | 3e tour (1/16)           | Steffi Graf              | 1er tour (1/64) | Jennifer Capriati | 2e tour (1/32)  | Judith Wiesner      |
| 1992  | 1er tour (1/64)  | Conchita Martínez | 2e tour (1/32)           | M.J. Fernández           | -               | -                 | 1er tour (1/64) | Martina Navrátilová |
| 1993  | 2e tour (1/32)   | Nanne Dahlman     | 2e tour (1/32)           | Kimberly Po              | 3e tour (1/16)  | Meredith McGrath  | 2e tour (1/32)  | Manuela Maleeva     |
| 1994  | 1er tour (1/64)  | Beate Reinstadler | 4e tour (1/8)            | Sabine Hack              | 1er tour (1/64) | Magdalena Maleeva | 3e tour (1/16)  | Magdalena Maleeva   |
| 1995  | 2e tour (1/32)   | Judith Wiesner    | 1er tour (1/64)          | Laurence Courtois        | 3e tour (1/16)  | Conchita Martínez | 1er tour (1/64) | Joannette Kruger    |
| 1996  | 1er tour (1/64)  | Gabriela Sabatini | 1er tour (1/64)          | Andrea Temesvári         | -               | -                 | -               | -                   |

À droite du résultat, l’ultime adversaire.

### En double dames
| Année | Open d'Australie              | Open d'Australie          | Internationaux de France     | Internationaux de France   | Wimbledon                   | Wimbledon                  | US Open                      | US Open                    |
| ----- | ----------------------------- | ------------------------- | ---------------------------- | -------------------------- | --------------------------- | -------------------------- | ---------------------------- | -------------------------- |
| 1989  | -                             | -                         | 1er tour (1/32) Elly Hakami  | L. Ferrando P. Tarabini    | 2e tour (1/16) Hu Na        | Nicole Provis Elna Reinach | 1er tour (1/32) Ronni Reis   | H. Mandlíková Navrátilová  |
| 1990  | 1er tour (1/32) Ronni Reis    | M. Bowrey J. Hodder       | 2e tour (1/16) Terry Phelps  | Lise Gregory Gretchen Rush | -                           | -                          | 1er tour (1/32) Terry Phelps | Erika de Lone Lisa Raymond |
| 1991  | 1er tour (1/32) Beverly Bowes | Elise Burgin R. Fairbank  | 2e tour (1/16) Linda Wild    | Julie Halard Anke Huber    | 3e tour (1/8) T. Whitlinger | Gretchen Rush Robin White  | 2e tour (1/16) M. Werdel     | Jana Novotná L. Neiland    |
| 1992  | 2e tour (1/16) M. Werdel      | Pam Shriver N. Zvereva    | 1er tour (1/32) M. Werdel    | G. Fernández N. Zvereva    | 1er tour (1/32) M. Werdel   | Yayuk Basuki Jo Durie      | 1er tour (1/32) M. Werdel    | C. Martínez Mercedes Paz   |
| 1993  | 2e tour (1/16) C. MacGregor   | Lori McNeil Rennae Stubbs | 3e tour (1/8) A. Temesvári   | Lori McNeil Rennae Stubbs  | 2e tour (1/16) C. MacGregor | G. Fernández N. Zvereva    | 2e tour (1/16) C. MacGregor  | Pam Shriver E. Smylie      |
| 1994  | 1/4 de finale Hetherington    | Pam Shriver E. Smylie     | 1er tour (1/32) Hetherington | K. Boogert N. Jagerman     | 2e tour (1/16) Hetherington | K. Maleeva Robin White     | 1er tour (1/32) Hetherington | N. Bradtke Elna Reinach    |
| 1995  | 3e tour (1/8) Debbie Graham   | M. Bollegraf L. Neiland   | 1er tour (1/32) Mercedes Paz | Laura Golarsa Caroline Vis | 2e tour (1/16) Mercedes Paz | M. McGrath L. Neiland      | 1er tour (1/32) Mercedes Paz | N. Bradtke Linda Wild      |
| 1996  | 1er tour (1/32) K. Maleeva    | G. Fernández N. Zvereva   | 2e tour (1/16) K. Radford    | M. McGrath L. Neiland      | -                           | -                          | -                            | -                          |

Sous le résultat, la partenaire ; à droite, l’ultime équipe adverse.

### En double mixte
| Année | Open d'Australie             | Open d'Australie          | Internationaux de France      | Internationaux de France    | Wimbledon                     | Wimbledon                   | US Open                    | US Open                    |
| ----- | ---------------------------- | ------------------------- | ----------------------------- | --------------------------- | ----------------------------- | --------------------------- | -------------------------- | -------------------------- |
| 1988  | -                            | -                         | -                             | -                           | 1er tour (1/32) Layendecker   | Jaime Kaplan B. Dyke        | -                          | -                          |
| 1989  | -                            | -                         | 2e tour (1/16) Roger Smith    | G. Fernández P. McEnroe     | -                             | -                           | -                          | -                          |
| 1990  | 1er tour (1/16) van Rensburg | Hetherington Peter Doohan | 2e tour (1/16) Tim Wilkison   | C. Bassett Ken Flach        | 2e tour (1/16) Tim Wilkison   | Gretchen Rush Todd Nelson   | -                          | -                          |
| 1991  | -                            | -                         | 2e tour (1/16) Jeff Brown     | Katrina Adams Shelby Cannon | 1er tour (1/32) Jeff Brown    | Elna Reinach van Rensburg   | -                          | -                          |
| 1992  | 1er tour (1/16) Rick Leach   | R. Fairbank Kent Kinnear  | 1er tour (1/32) Jeff Brown    | C. Porwik Daniel Vacek      | 1er tour (1/32) Jeff Brown    | Helena Suková Anders Järryd | -                          | -                          |
| 1993  | -                            | -                         | 1er tour (1/32) Shelby Cannon | Caroline Vis Menno Oosting  | 1er tour (1/32) Shelby Cannon | P. Tarabini Pablo Albano    | -                          | -                          |
| 1994  | -                            | -                         | 2e tour (1/16) Shelby Cannon  | Hetherington P. Galbraith   | 1er tour (1/32) Shelby Cannon | Jo Durie Jeremy Bates       | 2e tour (1/8) S. Melville  | Jana Novotná T. Woodbridge |
| 1995  | 1er tour (1/16) Mark Keil    | A. Coetzer Lan Bale       | 2e tour (1/16) Jack Waite     | Rennae Stubbs Byron Black   | 1er tour (1/32) Jack Waite    | R. Jensen Luke Jensen       | 1er tour (1/16) Jack Waite | Amy Frazier Jeff Tarango   |

Sous le résultat, le partenaire ; à droite, l’ultime équipe adverse.

## Parcours aux Masters

### En double dames
| # | Date       | Nom de l'édition                      | ($)       | Surface         | Résultat      | Partenaire        | Ultimes adversaires                 | Score    |          |
| - | ---------- | ------------------------------------- | --------- | --------------- | ------------- | ----------------- | ----------------------------------- | -------- | -------- |
| 1 | 14/11/1994 | Virginia Slims Championships New York | 3 500 000 | Moquette (int.) | 1/4 de finale | Jill Hetherington | Manon Bollegraf Martina Navrátilová | 6-2, 6-3 | Parcours |

## Classements WTA en fin de saison

### En simple
| Année | 1987 | 1988 | 1989 | 1990 | 1991 | 1992 | 1993 | 1994 | 1995 | 1996 |
| Rang  | 189  | 123  | 51   | 152  | 102  | 68   | 75   | 55   | 96   | 388  |

Source : (en) « Classements de Shaun Stafford », sur le site officiel du WTA Tour

### En double
| Année | 1989 | 1990 | 1991 | 1992 | 1993 | 1994 | 1995 | 1996 |
| Rang  | 108  | 123  | 87   | 65   | 60   | 40   | 89   | 227  |

Source : (en) « Classements de Shaun Stafford », sur le site officiel du WTA Tour